# 江孜专区
江孜专区，西藏自治区已撤消的专区。在今西藏自治区南部。
1960年由西藏自治区筹委会设置。下辖江孜、仁布、白朗、亚东、浪卡子、打隆等六县。专员公署驻江孜县。1960年设康马、岗巴二县。1964年撤销，辖县分别划归山南、日喀则二专区。 